# Каштеляны виленские

Герб Виленского воеводства

Ви́ленский каштеля́н (лит. vilniaus kaštelionas, пол. kasztelan wileński, бел. кашталян віленскі) — второе по значимости должностное лицо после воеводы в Виленском воеводстве Великого княжества Литовского.

## Значение

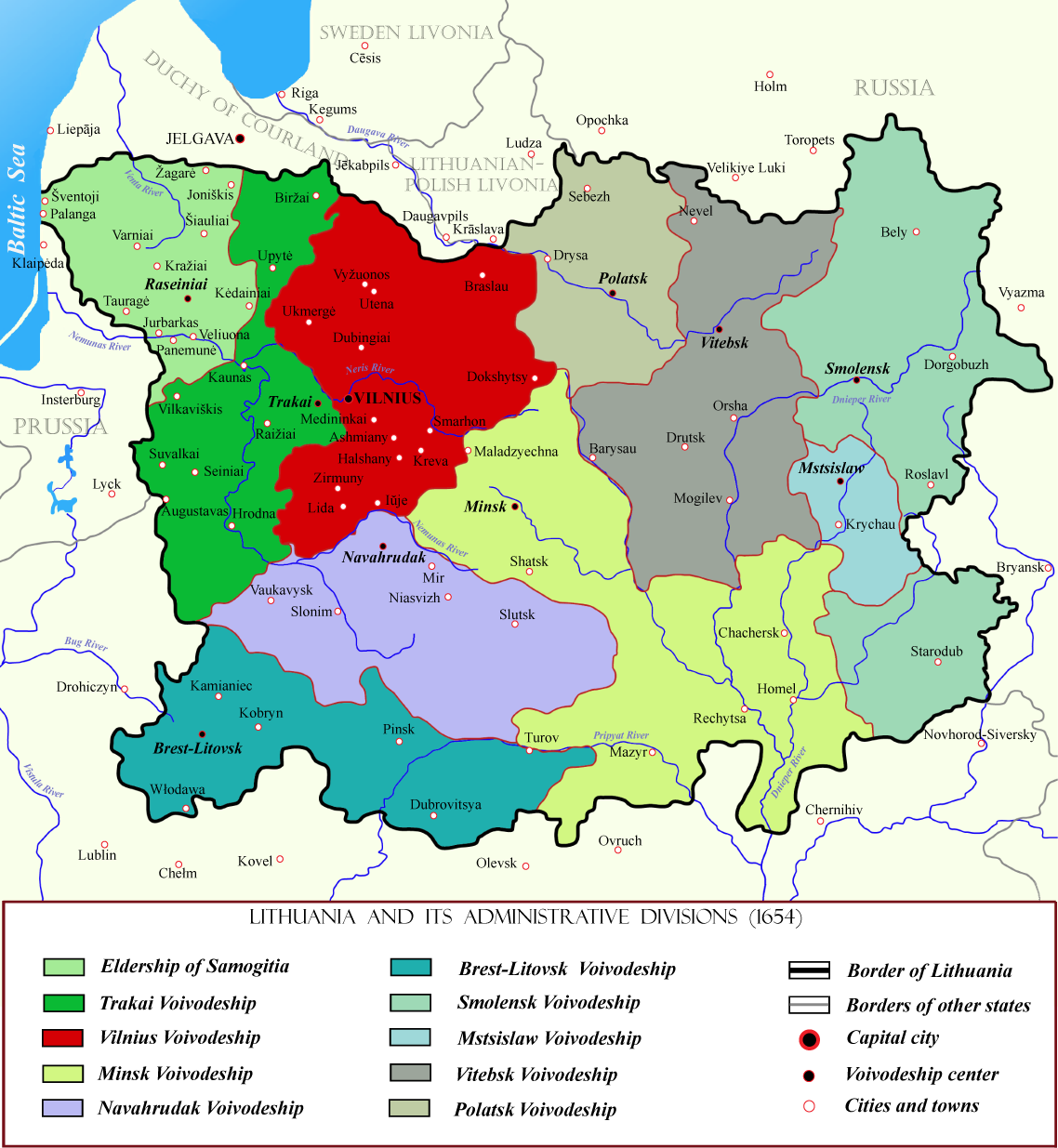
Карта Виленского воеводства

Виленский каштелян был равным по чину любому из воевод Великого княжества Литовского и Речи Посполитой, в старшинстве уступая лишь краковскому каштеляну.
Должность была учреждена в 1413 году великим князем Литовским Витовтом, для созданного на польский манер Виленского воеводства. Должность назначалась великим князем (позже королём) из представителей богатых магнатских родов, была пожизненной, и утрачивалась только в случае повышения до воеводы. Каштелян отвечал за военное дело в воеводстве, предводительствуя ополчением, состоящим из частных боярских войск.
В военное время каштелян подчинялся великому гетману литовскому. Каштелян мог назначать городскую администрацию, следить за хозяйством, исполнять судебные и военные функции. Позже звание виленского каштеляна давали литовским гетманам, так как оно давало им право заседать на сейме.
С начала Люблинской унии и до конца существования Речи Посполитой виленский каштелян имел кресло в Сенате, занимая пятое место по рангу гражданских и военных чинов.
Должность была упразднена в связи с вхождением территории Виленского воеводства в состав Российской империи по итогам Третьего раздела Речи Посполитой.

## Виленские каштеляны
| Годы      | Каштеляны                    |
| --------- | ---------------------------- |
| 1413—1416 | Мингайло Гедигольдович       |
| 1419—1444 | Кристин Остик                |
| 1445—1450 | Кезгайло Волимонтович        |
| 1451      | Пётр Гедигольдович           |
| 1452—1458 | Судивой Волимонтович         |
| 1458—1460 | Добеслав Кезгайло            |
| 1461—1475 | Войтех Монивид               |
| 1475—1477 | Радзивилл Остикович          |
| 1478—1485 | Ян Кезгайло                  |
| 1492—1511 | Александр Гольшанский        |
| 1512—1522 | Константин Острожский        |
| 1522—1527 | Станислав Кезгайло           |
| 1527—1541 | Юрий Радзивилл Геркулес      |
| 1544—1557 | Григорий Остик               |
| 1559—1561 | Иероним Ходкевич             |
| 1564—1572 | Григорий Ходкевич            |
| 1574—1579 | Ян Ходкевич                  |
| 1579—1587 | Евстафий Волович             |
| 1588—1591 | Ян Кишка                     |
| 1593—1595 | Павел Пац                    |
| 1595—1617 | Иероним Ходкевич             |
| 1619—1620 | Януш Радзивил                |
| 1621—1632 | Николай Глебович             |
| 1633      | Христофор Радзивилл          |
| 1633—1636 | Альбрехт Владислав Радзивилл |
| 1636—1642 | Криштоф Ходкевич             |
| 1642—1644 | Николай Сапега               |
| 1644—1646 | Андрей Сапега                |
| 1646—1660 | Ян Казимир Ходкевич          |
| 1661—1667 | Михаил Казимир Радзивилл     |
| 1667—1669 | Михаил Пац                   |
| 1669—1670 | Кшиштоф Завиша               |
| 1670—1671 | Стефан Пац                   |
| 1672—1682 | Андрей Котович               |
| 1683—1685 | Эрнест Денгоф                |
| 1685—1701 | Юзеф Богуслав Слушка         |
| 1702—1703 | Януш Антоний Вишневецкий     |
| 1703—1706 | Михаил Серваций Вишневецкий  |
| 1709—1722 | Людвик Поцей                 |
| 1722—1724 | Михаил Фридрих Чарторыйский  |
| 1724—1741 | Казимир Чарторыйский         |
| 1742—1744 | Михаил Радзивилл «Рыбонька»  |
| 1744—1768 | Михаил Юзеф Масальский       |
| 1768—1775 | Игнацы Огинский              |
| 1775—1790 | Михаил Иероним Радзивилл     |
| 1790—1795 | Мацей Радзивилл              |